# Зикибаев, Еслям
Еслям Зикибаев (Есләм Зікiбаев — каз.; 5 июня 1936, село Орнек, Ленинский (ныне Есильский) район, Северо-Казахстанская область — 12 апреля 2002, Алма-Ата) — казахский поэт и писатель, автор почти двух десятков поэтических сборников.

## Биография
Родился в ауле Орнек Северо-Казахстанской области в семье крестьянина. Отец Зикибай умер рано, оставив пятерых детей, из которых Еслям был самым старшим из сыновей. Уже в 11 лет работал водовозом, пас скот, косил траву, позже ходил за плугом, был прицепщиком в годы целины. В 1956 году Еслям поступает в Казахский государственный университет имени С. М. Кирова (ныне КазНУ) на факультет журналистики. В 1961 году после окончания университета он поступает на работу в редакцию газеты «Қазақстан пионерi».
Затем была работа в газетах «Социалистік Қазақстан», «Жетісу», далее более десяти лет он работал в системе Госкомитета по делам издательств, полиграфии и книжной торговли Казахской ССР, сначала в центральном аппарате начальником отдела художественной литературы, затем заведующим редакциями издательств «Жалын» и «Жазушы», главным редактором газеты «Кітап жаршысы — Друг читателя». Избирался членом Правления и Секретариата Союза писателей Казахстана, был Директором бюро пропаганды художественной литературы. В последние годы работал заведующим отделом в журнале «Ақиқат».

## Поэтическая деятельность
Первые стихи юного Есляма были опубликованы в газетах «Ленин туы» и «Лениншіл жас». Е. Зикибаев — автор поэтических сборников «Белые березы», «Мечта — Белый лебедь», «Я буду космонавтом», «Белый родник», «Белая гладь», «Белый мираж», «Золотое зарево», «Верую в людей», «Жизнь — птица». О них высоко отзывались народные писатели Абдильда Тажибаев, Музафар Алимбаев, Кадыр Мырзалиев и другие.
Стихи Есляма Зикибаева переводились на русский и другие языки. Положенные на музыку, они вошли в репертуар таких исполнителей как Роза Багланова, Бакыт Ашимова, Зейнеп Койшибаева, Ашир Молдагаинов, Шамиль Абильтаев, Алтынай Жорабаева.

## Награды, звания
Е. Зикибаев являлся почетным гражданином Есильского района Северо-Казахстанской области.
В 2004 году Постановлением Правительства Республики Казахстан имя Есляма Зикибаева было присвоено средней школе села Орнек Есильского района Северо-Казахстанской области.